# Vahravar
Vahravar (in armeno Վահրավար) è un comune di 47 abitanti (2010) della Provincia di Syunik in Armenia.